# Nakhlita
Les nakhlites són un grup de meteorits de la classe dels meteorits marcians, els quals es troben englobats dins dels meteorits de tipus acondrita. Reben el seu nom del meteorit Nakhla, un meteorit caigut a l'Egipte l'any 1911.

## Composició i classificació
Les nakhlites són roques ígnies riques en augita, que es van formar a partir de magma basàltic fa uns 1.300 milions d'anys. Contenen cristalls d'augita i olivina. La seva edat de cristal·lització, en comparació amb una cronologia de recompte de cràters de diferents regions de Mart, suggereixen que les nakhlites es van formar a la gran construcció volcànica de Tharsis, Elysium Planitia o Syrtis Major Planum.

## Origen
S'ha demostrat que les nakhlites estaven plenes d'aigua líquida fa un 620 milions d'anys aproximadament, i que van ser expulsades de Mart fa uns 10,75 milions d'anys per l'impacte d'un asteroide. Van caure a la Terra dins els últims 10.000 anys.